# مجلس الإعلام الموحد
جهاز الإعلام الموحد أو مجلس الإعلام الموحد هو جهاز تنظيمي أُسس لتوحيد العمل الإعلامي لفصائل الثورة الفلسطينية. بناءًا على توصيات الدورة العاشرة للمجلس الوطني الفلسطيني بأن «يتم توحيد أجهزة الإعلام ووسائله لدى فصائل الثورة الفلسطينية في جهاز مركزي واحد ووسائل موحدة على أساس البرنامج السياسي لمنظمة التحرير الفلسطينية» تم إنشاء «جهاز الإعلام الموحد» ليمثل أجهزة إعلام منظمات المقاومة الفلسطينية في جهاز مركزي واحد يحد من تبعية الأجهزة الإعلامية والثقافية؛ ويوحد العمل الإعلامي للمنظمات المنضوية في منظمة التحرير الفلسطينية.
تولى كمال ناصر -الناطق الرسمي باسم اللجنة التنفيذية للمنظمة- مسؤولية الإعلام الموحد. وشُكل المجلس الأعلى للإعلام الموحّد من مفوضين وضم رموزًا إعلامية وثقافية منها شفيق الحوت، علي اسحق، غسان كنفاني (الجبهة الشعبية لتحرير فلسطين)، ماجد أبو شرار (حركة فتح)، محمد كتمتو (الجبهة الديمقراطية لتحرير فلسطين)، فضل شرورو (الجبهة الشعبية لتحرير فلسطين – القيادة العامة) واللبناني معن بشور (جبهة التحرير العربية).
عمل «مجلس الإعلام الموحد» عبر سنوات على بناء مؤسسات إعلامية جديدة برؤية معاصرة -ضمن الإمكانيات المتاحة- وأصبح مؤسسة اعلامية كبيرة ومؤثرة فلسطينيا وعربيًا. ضم الجهاز:
- مجلة وجريدة «فلسطين الثورة»، التي تولى رشاد عبد الحافظ رئاسة تحريرها حتى اغتياله من قبل إسرائيل في بيروت بتاريخ  24 أبريل 1976.[5]
- إذاعة صوت الثورة الفلسطينية، جرى توحيد محطات صوت فلسطين في القاهرة ودرعا وبغداد والجزائر.
- وكالة الأنباء الفلسطينية «وفــا» كناطقة باسم منظمة التحرير.[6]
- جهاز الاعلام الخارجي، الذي كان يخاطب العالم بالإنجليزية والاسبانية والفرنسية والروسية والألمانية.
- جهاز الاعلام الجماهيري ومؤسسة السينما الفلسطينية، ومركز التوثيق والمعلومات.

بعد عملية فردان تولى ماجد أبو شرار مسؤولية الإعلام الموحد فأعاد تشكيله من مسؤولي الإعلام في منظمات المقاومة الفلسطينية، ومدير مركز الأبحاث، ومدير مركز التخطيط ومدير مؤسسة الدراسات الفلسطينية.

## أفول الجهاز
بعد حرب تشرين بدأت الخلافات تتنامى بين الفصائل عبر السنوات حول برنامج التسوية؛ وبعد إغتيال أبو شرار سنة 1981 والخروج من بيروت إنعكست آثار الخلاف الفلسطيني على جهاز الإعلام. وفقد مبرر وجوده مع قيام "السلطة الوطنية".